# Thomas Willeboirts

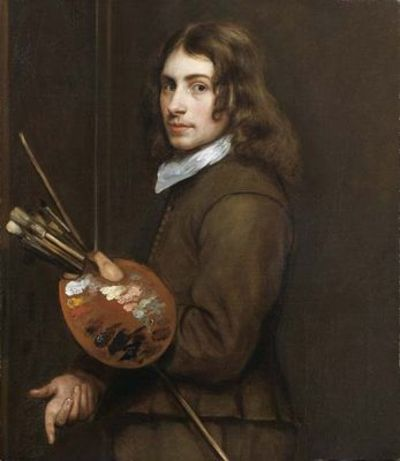
Thomas Willeboirts, Selbstbildnis 1637

Thomas Willeboirts (* 1614 in Bergen op Zoom; † 1654 in Antwerpen; genannt: Bosschaert) war ein flämischer Historienmaler.
Willeboirts war ein Schüler von Gerard Seghers in Antwerpen, wo er 1637 der Lukasgilde beitrat. Er war ein Anhänger von Peter Paul Rubens und Anthonis van Dyck, deren Werke er oft kopierte. Zu seiner Zeit war er sehr bekannt. Er arbeitete unter anderem für Prinz Friedrich Heinrich von Oranien und  Prinz Wilhelm II. von Oranien.